# Mount Treatt
Mount Treatt ist ein Berg im ostantarktischen Kempland. Er ist der östlichste dreier spitzer Berge, die aus dem Eisplateau rund 15 km südöstlich des Mount Cook in der Leckie Range aufragen. 
Luftaufnahmen der Australian National Antarctic Research Expeditions (ANARE) dienten seiner Kartierung. Das Antarctic Names Committee of Australia benannte ihn nach George V. Treatt, Hubschrauberpilot bei einer 1965 durchgeführten ANARE-Kampagne mit dem Schiff Nella Dan unter der Leitung des australischen Polarforschers Phillip Law.